# Торнадо (РСЗО)
РСЗО «Торна́до» — семейство российских реактивных систем залпового огня (РСЗО) калибров 122 и 300 мм, разрабатываемое с 2012 года тульским АО «НПО Сплав» для замены прежних разработок — РСЗО «Град» и РСЗО «Смерч».
Предназначена для поражения на дальних подступах групповых целей (живая сила, небронированная, легкобронированная и бронированная техника), тактических ракет, зенитных комплексов, вертолётов на стоянках, командных пунктов, узлов связи, военно-промышленной инфраструктуры.
Семейство РСЗО «Торнадо» имеет намного более высокую боевую эффективность за счёт новой системы управления огнём с собственным ГЛОНАСС-навигатором в пусковой установке и новым компьютеризированным баллистическим вычислителем, что позволяет установкам РСЗО вести огонь по целям, получаемым через единую систему управления тактического звена («ЕСУ ТЗ») в автоматическом режиме, без использования станций расчёта баллистики (как, например, «Капустник») и без ручной наводки механики.

## История создания
РСЗО «Торнадо» была разработана в России специалистами ФГУП ГНПП «Сплав» и представляет собой глубокую модернизацию 9К58 «Смерч».
Боевая машина 9А54 оснащена аппаратурой бортового управления и связи (АБУС), автоматизированной системой управления наведением и огнём (АСУНО), наземной аппаратурой потребителей спутниковых навигационных систем (НАП СНС), что позволяет: автоматизировано принимать-передавать информацию с защитой от несанкционированного доступа, отображать информацию на табло и хранить её; автономно осуществлять топопривязку, навигацию и ориентирование боевой машины на местности с отображением на электронной карте; автоматический наводить пакет пусковых направляющих без выхода расчёта из кабины с возможностью ручного наведения при необходимости (для защиты личного состава от пороховых газов во время стрельб предусмотрено подача в кабину сжатого воздуха из баллонов).
Оснащена системой автономной коррекции траектории полёта реактивных снарядов по углам тангажа и рысканья, осуществляемой по сигналам системы управления газодинамическими устройствами (корректируемые боеприпасы). Стабилизация снарядов происходит за счёт их закручивания по пусковым направляющим и поддерживания в полёте раскрывающимися лопастями оперения. При стрельбе залпом рассеивание снарядов не превышает 0,3 % от дальности стрельбы. Для обеспечения целеуказания может использоваться БПЛА (также запускаемый с боевой машины — реактивный снаряд 9М534). Реактивные снаряды могут оснащаться головной частью моноблочного или кассетного типа. Залп одной боевой машины реактивными снарядами калибра 300 мм, оснащёнными кассетной головной частью с 72 кумулятивно-осколочными элементами, поражает площадь до 67,2 га. Дальность ведения огня до 120 км, в перспективе с возможностью увеличения до 200 км.
Время свёртывания и покидания огневой позиции боевой машиной комплекса БМ 9А54 после залпа составляет около 1 минуты. Экипаж боевой машины сокращён до 3 человек.
Может поражать цели как залпом, так и одиночными высокоточными ракетами, и по сути, стала универсальной тактической ракетной системой. Также Торнадо-С может использовать корректируемые боеприпасы.
Состав РСЗО 9К515 «Торнадо-С»:
- боевая машина (БМ) 9А54;
- транспортно-заряжающая машина (ТЗМ) 9Т255;
- учебно-тренировочный комплекс, средства автоматической системы управления огнём (АСУНО), автомобиль топографической привязки (топопривязчик) и метеорологическая машина.

Разработчик: АО НПО «Сплав» (г. Тула), ЗАО «СКБ» ПАО «Мотовилихинские заводы» (г. Пермь). Изготовитель (капитальный ремонт и модернизация) БМ и ТЗМ: ПАО «Мотовилихинские заводы» (г. Пермь).
На вооружение начало поступать с конца 2016 года. В ноябре 2016 г. были проведены испытания на полигоне Капустин Яр.

## Модификации
- 9К51М «Торнадо-Г» (Г — Град) — модернизированная РСЗО 9К51 «Град». Система включает в себя модернизированную боевую машину, оснащённую автоматизированной системой управления наведением и огнём (АСУНО) и новые неуправляемые реактивные снаряды калибра 122 мм[5][6]

- 9К515 «Торнадо-С» (С — Смерч) — модернизированная РСЗО 9К58 «Смерч». Система включает в себя модернизированную боевую машину, оснащённую АСУНО и новые неуправляемые реактивные снаряды калибра 300 мм с максимальной дальностью полёта до 120 км, а также корректируемый реактивный снаряд 9М542 с отделяемой осколочно-фугасной или кассетной головной частью с дальностью стрельбы до 120 км. В перспективе возможно увеличение дальности до 200 км[5][6].

Иногда боевую машину 9А54 РСЗО «Торнадо-С» путают с боевой машиной 9А53 РСЗО «Ураган-1М», ошибочно называя последнюю как «РСЗО Торнадо-С» или даже «РСЗО Торнадо-У», хотя Торнадо-У — это грузовой автомобиль повышенной грузоподъёмности Урал-63704-0010 производства УралАЗ.
В ноябре 2012 года сообщалось, что «Торнадо-Г» и «Торнадо-С» проходят государственные испытания, а на вооружение российской армии уже поступили до 30 РСЗО «Торнадо-Г».
По заключению экспертов IISS в справочнике MilitaryBalance 2017, РСЗО Смерч-М и его улучшенная версия Торнадо-C превосходит по дальности РСЗО НАТО производства США[какие?].

## Боевое применение

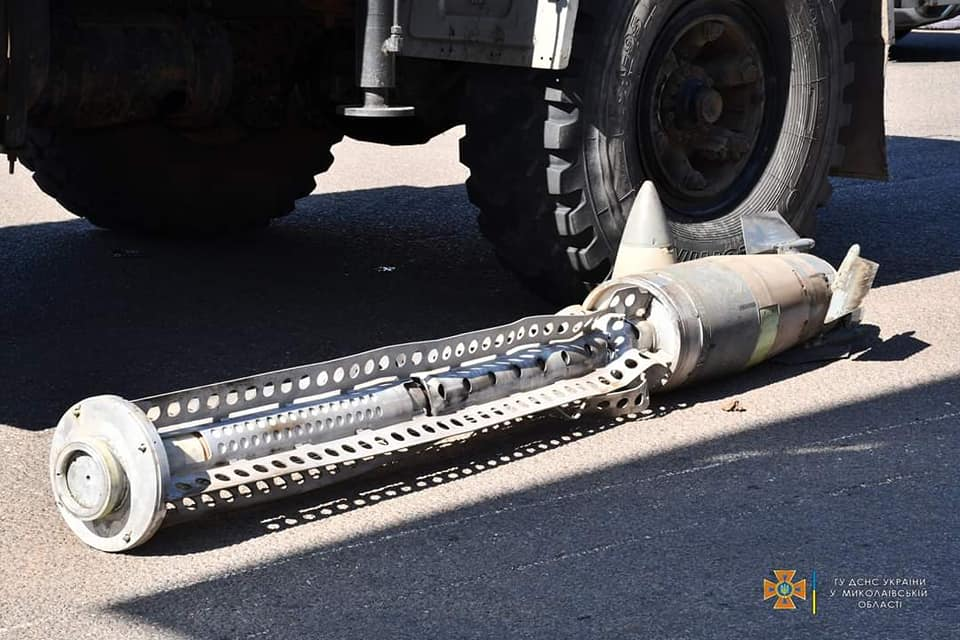
Отработанная кассета российского реактивного снаряда 9М544 для РСЗО «Торнадо-С», Николаев, март 2022 года

В докладе службы технической разведки «Armament Research Services» 2014 года говорится о наличии у военных на востоке Украины систем «Торнадо» (скорее всего, «Торнадо-Г», а не «Торнадо-С», которые ещё не приняты на вооружение), при этом авторы доклада отмечают, что организация не может независимо проверить эти сообщения.
«Торнадо-Г» и «Торнадо-С» упоминались в Минском протоколе в числе артиллерийских систем, которые стороны должны отвести от линии соприкосновения сторон в ходе войны на востоке Украины. В комплексе мер по выполнению минского соглашения упомянуты только «Торнадо-С». По мнению сотрудников института внешней политики Финляндии, «Торнадо-С» поступили на вооружение в 2012 году, а в тексте Минских соглашений оказались упомянуты случайно. В то же время это, по их мнению, указывает на причастность России к конфликту на основании того факта, что «как Россия, так и пророссийские сепаратисты одобрили этот текст».
Используются в ходе вторжения России на Украину. Зафиксировано использование Россией управляемых снарядов с кассетной боевой частью 9М544 и 9М549.

## Операторы
- Россия: 20 единиц 9K515 «Торнадо-С» и 160 «Торнадо-Г» по состоянию на 2024 год[18]
- Украина — «Торнадо-Г» на вооружении, по состоянию на 2023 год[19].